# Intel 8086
Intel 8086 е 16-битов микропроцесор, създаден от фирмата „Интел“, който дава началото на x86 архитектурата, която се оказва най-успешната линия от процесори на Intel.

## История
Появява се на пазара през 1978 г. i8086 e част от фамилията микропроцесори iAPX86. iAPX обединява функциите на три процесора i8086, i8087 (аритметичен процесор) и i8089 (входно-изходен процесор). През 1979 г. Intel пускат на пазара следващия модел 8088, който е с леко променена външна 8-битова шина за данни, което позволява използването на по-евтини интегрални схеми.

## Технически характеристики
Външната адресна шина на процесора е 20-битова, което дефинира 1 MB адресно пространство. Входно-изходната шина е 16-битова.
Регистри на процесора – AX, BX, CX, DX (главни); SI, DI, SP, BP (индексни); CS, DS, ES, SS (сегментни); IP (Instruction Pointer); Status регистър.
Процесорът притежава 16-bit флагови регистри и има тактова честота – 10 MHz.